# Mercy Island
Mercy Island ist ein US-amerikanisches Filmdrama aus dem Jahr 1941 von William Morgan. Das Drehbuch geht zurück auf Theodore Pratts gleichnamigen Roman, der erstmals 1941 in New York veröffentlicht wurde.
Der Film erhielt eine Oscarnominierung in der Kategorie „Beste Filmmusik“.

## Handlung
Warren Ramsey, von seinen Freunden Ram genannt, ist ein extrem ehrgeiziger Anwalt. Mit seiner Frau Leslie macht er Urlaub in den Florida Keys. Sie chartern ein Boot, um Clay Foster zu besuchen, Warrens Freund aus Collegezeiten. Zusammen wollen sie auf Angeltour gehen. Zwei der örtlichen Conks, wie die Eingeborenen genannt werden, Captain Lowe und sein Dockboy Wicey, nehmen das Trio auf ihrem Boot auf, und Warren hat auch sogleich einen riesigen Fisch an der Angel. Alles scheint gut. Als es dem Fisch gelingt, sich zu befreien, besteht der Anwalt darauf, ihn zu verfolgen. Lowes und Wiceys Warnungen, dass sie sich im Labyrinth der kleinen Inseln verirren könnten, schlägt er in den Wind. Kurzerhand übernimmt er selbst das Ruder und prompt läuft das Boot auf ein Riff, wobei Warren sich eine Kopfwunde zuzieht und das Bewusstsein verliert. Der Propeller des Bootes geht dabei verloren. Die Gruppe strandet auf einer nahegelegenen Insel, nachdem Warren wieder zu sich gekommen ist. Bei Wicey ist eine zunehmende Nervosität zu beobachten, während sie die Insel erkunden. Dabei stoßen sie auf einen kleinen Garten und eine Hütte. Kurz darauf erscheint ein Mann, der ihnen erzählt, dass er Kapitän Powell, ein ehemaliger Seefahrer, sei, der hier Ruhe suche. Warren, misstrauisch wie immer, glaubt die Geschichte nicht, zumal der Mann seine Kopfwunde fachmännisch näht und versorgt.
Der Abend verläuft ruhig, Wicey hat sich auf die Suche nach dem Propeller begeben, während die anderen Nahrung sammeln. Während der Nacht wird Warren wach und weiß plötzlich, wer der Fremde ist – Dr. Sanderson. Nachdem er sich die Zusammenhänge ins Gedächtnis gerufen hat, erzählt er den anderen, dass Sanderson vom Festland geflohen sei, nachdem man Anklage wegen Totschlags gegen ihn erhoben habe. Sanderson sei Gefängnisarzt gewesen und habe einen Mann, dessen Hinrichtung bevorstand, wegen dessen Panik ein Beruhigungsmittel verabreicht. Der Mann sei kurz darauf gestorben. Daraufhin wurde Sanderson vom Gouverneur entlassen und angeklagt. Man unterstellte ihm, dass er dem Mann die Hinrichtung habe ersparen wollen. Ein geheimnisvolles Paket mit Geld überzeugte die Geschworenen, dass die Familie des Mannes Sanderson insoweit bestochen habe, obwohl Sanderson stets bei seiner Aussage geblieben war, dass er dem Mann nur die große Angst habe nehmen wollen. Wie sich herausstellt, halfen Wicey und sein Vater Sanderson, sich auf der Insel zu verstecken, nachdem der Arzt Wicey nach einem Muränenbiss vor dem Tod bewahrt hatte.
Warren ist nun von der Idee besessen, Sanderson zum Festland zurückzubringen, um sodann seine Verteidigung zu übernehmen. Clay ist jedoch davon überzeugt, dass es Ram nicht um Gerechtigkeit für den Arzt geht, sondern nur darum, Ruhm für sich selbst zu ernten. Die Spannungen zwischen den so verschiedenen Menschen wachsen, wozu auch die erlittene Gehirnerschütterung und Zwangsvorstellungen Warrens, dass Clay und Leslie eine Affäre haben, die Hitze sowie mangelnde Nahrung beitragen. Nachdem Wicey und Lowe den Propeller gefunden haben, verstecken sie ihn vor Ram, um zu verhindern, dass er Sanderson dazu zwingt, mit ihm zu kommen. Clay, der Leslie schon seit seiner gemeinsamen Collegezeit mit Warren geliebt hat, versucht derweil, die junge schöne Frau davon zu überzeugen, mit ihm zu gehen, was sie jedoch ablehnt. Auch als ihr Sanderson erklärt, dass Warren schizophren sei, bleibt sie bei ihrer Meinung. Ram findet den Propeller zwar, kann jedoch nichts damit anfangen, da Wicey die Verteilerkappe des Motors entfernt und vergraben hat. Da Lowe einen Seebarsch gefangen hat, treffen sich alle zum Essen, außer Ram, der erbittert damit beschäftigt ist, das Boot reparieren zu wollen.
Später am Abend hängt Wicey den Fischkopf über das Versteck der Verteilerkappe, um so den Schutz eines riesigen Alligators, der auf der Insel lebt, darauf zu ziehen. Dieses Unterfangen endet jedoch äußerst tragisch, da der völlig verwirrte Ram dort zu graben beginnt und dabei von dem Alligator getötet wird. Während Lowe, Wicey, Clay und Leslie am nächsten Tag zum Festland zurückkehren, verabschiedet sich auch Sanderson von der Insel.

## Produktion

### Produktionsnotizen
Die Dreharbeiten dauerten vom 13. August bis Ende August 1941, einige Wiederholungsaufnahmen wurden Anfang September 1941 gedreht. Die Unterwasserszenen des Films wurden in Silver Springs in Florida gefilmt. Im Film erscheint der Prolog: „Im Jahre 1513 suchte Juan Ponce de León den mythischen Jungbrunnen in Florida. Heute wäre er ein weiser alter Matrose und würde sich für eine Schüssel mit Fischsuppe entscheiden. Unsere Geschichte handelt von den zahllosen Florida Keys, von denen Mercy Island eins ist, sowie den seltsam entfernten Clans von Conks, wo die Fische im schimmernden Wasser schwimmen und die Fremden, die die Boote chartern, kein Ende nehmen.“
Adele Palmer war für die Garderobe im Film verantwortlich.

### Hintergrund
Pressefotos zum Film wiesen Ross Allen, einen bekannten Ringer und Trainer für Alligatoren, als technischen Berater aus. Er half bei der Auswahl von Drehorten in Florida und beaufsichtigte die Szenen, in denen Alligatoren erschienen. Laut der Variety und der Los Angeles Times wurde Theodore Pratts Buch, das als Vorlage des Drehbuches diente, von Republic Pictures für 17.500 Dollar gekauft. Ursprünglich sollte John Wayne eine Rolle im Film bekleiden.

### Veröffentlichung
Der Film hatte in den USA am 10. Oktober 1941 Premiere. In Portugal wurde er unter dem Titel A Ilha do Ódio am 3. April 1944 veröffentlicht.

## Auszeichnung
Cy Feuer und Walter Scharf waren mit dem Film auf der Oscarverleihung 1942 in der Kategorie „Beste Filmmusik in einem Drama“ für einen Oscar nominiert, der jedoch an Bernard Herrmann und den Fantasyfilm Der Teufel und Daniel Webster (The Devil and Daniel Webster resp. All That Money Can Buy) ging.